# Passage de la Brie
Le passage de la Brie est une voie du 19e arrondissement de Paris, en France.

## Situation et accès
Le passage de la Brie est situé dans le 19e arrondissement de Paris. Il débute au 43, rue de Meaux et se termine au 9, rue de Chaumont.

## Origine du nom
Cette voie porte le nom d'une ancienne province de France : la Brie.

## Historique
Cette voie ouverte en 1875 sous le nom de « passage Buzelin », prend sa dénomination actuelle par un arrêté du 1er février 1877 puis est classée dans la voirie parisienne par un arrêté municipal du 27 mai 1991. 